# Thürneustift
Thürneustift ist eine Ortschaft und eine Katastralgemeinde der Marktgemeinde Schönberg am Kamp im Bezirk Krems-Land in Niederösterreich. Die Ortschaft hat 55 Einwohner (Stand 1. Jänner 2025).

## Geografie
Das nordwestlich von Stiefern gelegene Dorf befindet sich auf einem Ausläufer zwischen dem Kamp und dem Stiefernbach und wird von der Landesstraße L7020 erschlossen, die vom Kamptal auf die Hochfläche des Waldviertels führt.

## Geschichte
Im Jahr 1822 wurde der Ort als Dorf mit 18 Häusern genannt, das nach Stiefern eingepfarrt war, wohin auch die Kinder eingeschult wurden. Die Herrschaft Thürneustift besaß die Ortsobrigkeit, besorgte die Konskription und hatte die Grundherrschaft inne. Die Landgerichtsbarkeit wurde von der Herrschaft Gars ausgeübt.
Laut Adressbuch von Österreich waren im Jahr 1938 in Thürneustift ein Gastwirt mit Gemischtwarenhandel, ein Schuster und mehrere Landwirte ansässig.